# Transecom
Transecom est une ancienne société française d'importation de jouets et de jeux. Elle fut notamment spécialisée dans les échiquiers électroniques et fut achetée par Saitek dans les années 1980. Elle conserva son nom de « Transecom » jusqu'en 2003 où elle prit définitivement le nom de « Saitek France ».
En 1983, Transecom eut l'exclusivité de publier la première traduction officielle et autorisée du jeu américain Donjons et Dragons en France. Un autre jeu de même titre fut publié en France l'année précédente (1982, un livre en couverture souple) mais la maison d'édition qui en fit la publication (Solar) n'avait pas la licence du jeu. Transecom et TSR, l'éditeur américain de Donjons et Dragons, portèrent plainte, le Donjons et Dragons de Solar fut rapidement retiré du marché, et la traduction officielle par Transecom de la version dite « Mentzer » de D&D vit ainsi le jour en 1985, présentée en format de boîte, tel que l'était l'original de TSR. Transecom se chargeait également de la publication des premiers ouvrages des règles « avancées » de Donjons et Dragons (AD&D), la licence étant par la suite transférée à TSR UK.

## Ouvrages publiés
D&D
- Frank Mentzer (trad. Laurent Baraou et Bruce A. Heard), Règles de Base : Boîte 1 [« Set 1: Basic Rules »], Transecom, coll. « Donjons et Dragons », 1985
- David Arneson, Ernest Gary Gygax et Frank Mentzer (trad. Laurent Baraou et Fabrice Sarelli), Règles expert : Boîte 2 [« Set 2: Expert Rules »], Transecom, coll. « Donjons et Dragons », 1986
- Frank Mentzer (trad. Michel Pagel), Règles compagnon : Boîte 3 [« Set 3: Companion Rules »], Transecom, coll. « Donjons et Dragons », 1986

AD&D1
- Ernest Gary Gygax (trad. François Marcela-Froideval et Michel Pagel), Manuel des monstres [« Monster Manual »], Transecom, coll. « Règles avancées officielles de Donjons et Dragons », 1987, 112 p.
- Ernest Gary Gygax (trad. Dominique Monrocq), Guide du maître [« Dungeon Masters Guide »], Transecom, coll. « Règles avancées officielles de Donjons et Dragons », 1987, 240 p.
- Ernest Gary Gygax (trad. Thierry Betty, Franck Guesler, Bruce A. Heard, Pascal Régis, Fabrice Sarelli et Laurent Stubbe), Manuel des joueurs [« Player's Handbook »], Transecom, coll. « Règles avancées officielles de Donjons et Dragons », 1987, 128 p.
- Écran du maître de donjon, 1987

AD&D2
- David « Zeb » Cook, Jon Pickens et Steve Winter (trad. Régis Destrac et Michel Pagel), Manuel des joueurs [« Player's Handbook »], Transecom, coll. « Règles avancées de Donjons et Dragons », 1989, 244 p.

Star Frontiers
- Mark D. Acres, Troy Denning, Tom Moldvay, Douglas Niles et Steve Winter (trad. Bruce A. Heard), Star Frontiers : Alpha Dawn, Transecom, coll. « Advanced Dungeons & Dragons », 1985